# Stylianos Argyropoulos
Stylianos Argyropoulos (2 de agosto de 1996) é um jogador de polo aquático grego, medalhista olímpico.

## Carreira
Argyropoulos fez parte da Seleção Grega de Polo Aquático Masculino nos Jogos Olímpicos de Verão de 2020 em Tóquio, equipe que conquistou a medalha de prata, após confronto contra a equipe sérvia na final da competição.